# Pericoma attenuata
Pericoma attenuata är en tvåvingeart som beskrevs av Vaillant 1978. Pericoma attenuata ingår i släktet Pericoma och familjen fjärilsmyggor. Inga underarter finns listade i Catalogue of Life.